# Curnovec (gmina Laško)
Curnovec – wieś w Słowenii, w gminie Laško. W 2018 roku liczyła 25 mieszkańców.